# 대한민국 민사소송법 제422조
대한민국 민사소송법 제422조는 상고의 대상에 대한 민사소송법조문이다.

## 조문
제422조(상고의 대상) ① 상고는 고등법원이 선고한 종국판결과 지방법원 합의부가 제2심으로서 선고한 종국판결에 대하여 할 수 있다.

② 제390조 제1항 단서의 경우에는 제1심의 종국판결에 대하여 상고할 수 있다.